# Люсія Ечебаррія

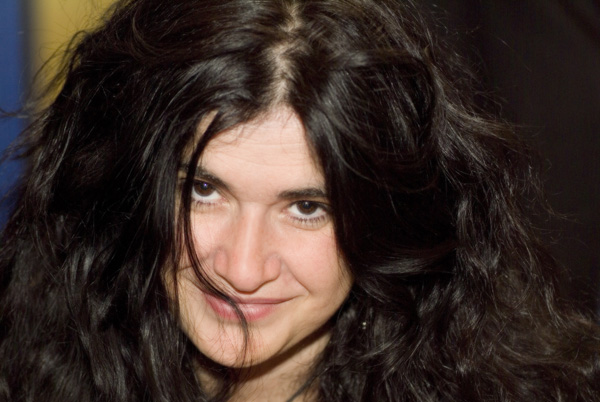
Молода Люсія Ечебаррія

Люсі́я Ечебаррі́я де Асте́йнза (ісп. Lucía Etxebarría de Asteinza, нар. 7 грудня 1966, Валенсія, Іспанія) — іспанська письменниця. Володарка премії Планета (2004) та премії Надаля (1998).

## Життєпис
Люсія Ечебаррія де Астейнза народилась 1996 року у Валенсії. Вона — наймолодша дочка з семи дітей в сім'ї басків Хосе Ігнасіо Ечебаррія Горроньо (ісп. José Ignacio Echevarría Gorroño) та Люсії Асте́йнзи Стоке (ісп. Lucía Asteinza Stocke).
Першою книгою Люсії стала біографія Курта Кобейна і Кортні Лав: La historia de Kurt y Courtney: aguanta esto (1996). За свій перший роман, Amor, curiosidad, prozac y dudas (1997) отримала премію Ани Марії Матуте. Наступного року за роман Beatriz y los cuerpos celestes отримала премію Надаля.
За книгу De todo lo visible y lo invisible (2001) отримала премію Primavera. З книгою Un milagro en equilibrio виграла 53-ю премію Планета в 2004 році. На додачу до цих книг та багатьох інших нагород, Люсія також публікувала поезію: її збірка Actos de placer y amor виграла премію «Barcarola Poetry Prize» в 2004 році. Також вона публікувала дві збірки своїх ессе на тему фемінізму і працювала як кіносценарист.
В 2011 році Ечебаррія заявила що припинить писати оскільки цифрове розповсюдження її книг призвело до того, що її письменницька робота не варта затрачених зусиль через поширення піратства.
Люсія є членом організації Mensa, яка об'єднує людей з високим рівнем інтелекту.

### Романи
- Amor, curiosidad, prozac y dudas (1997)
- Beatriz y los cuerpos celestes (1998, премія Надаля)
- Nosotras que no somos como las demás (1999)
- De todo lo visible y lo invisible (2001, премія Primavera)
- Una historia de amor como otra cualquiera (2003)
- Un milagro en equilibrio (2004, премія «Планета»)
- Cosmofobia (2007)
- Lo verdadero es un momento de lo falso (2010)
- El contenido del silencio (2011)
- Dios no tiene tiempo libre (2013)

- Cuentos clásicos para chicas modernas (2013)
- Le don empoisonné de la folie (2017)
- Por qué el amor nos duele tanto (2017)
- Mujeres extraordinarias (2019)

### Поезія
- Estación de infierno (2001)
- Actos de amor y de placer (2004)
- Batirse en vuelo (2017)

### Есе
- La historia de Kurt y Courtney: aguanta esto (1996)
- La Eva futura. La letra futura (2000)
- En brazos de la mujer fetiche (2002), в співавторстві з Сонею Нуньєс Пуенте
- Courtney y yo (2004)
- Ya no sufro por amor (2005)

- El club de las malas madres (2009), в співавторстві з Гойо Бустосом[7]
- Liquidación por derribo. Cómo se gestó la que está cayendo (2013)
- Tu corazón no está bien de la cabeza. Cómo salí de una relación tóxica (2013)[8]
- Más peligroso es no amar (2016)
- Mujeres extraordinarias. Una historia de mentiras (2019)

### Кіносценарії
- Sobreviviré (1999)
- Amor, curiosidad, prozac y dudas (2001)
- La mujer de mi vida (2001)
- I love you baby (2001)